# Žeretice
Žeretice (en allemand : Scheretitz) est une commune du district de Jičín, dans la région de Hradec Králové, en République tchèque. Sa population s'élevait à 250 habitants en 2022.

## Géographie
Žeretice se trouve à 10 km au sud-sud-est de Jičín, à 34 km à l'ouest-nord-ouest de Hradec Králové et à 76 km à l’est-nord-est de Prague.
La commune est limitée par Slatiny au nord-ouest, par Vrbice au nord-est, par Vysoké Veselí au sud-est et par Volanice au sud-ouest.

## Histoire
La première mention écrite de la localité date de 1350.

## Administration
La commune se compose de trois sections :
- Žeretice
- Hradíšťko
- Vlhošť

## Galerie

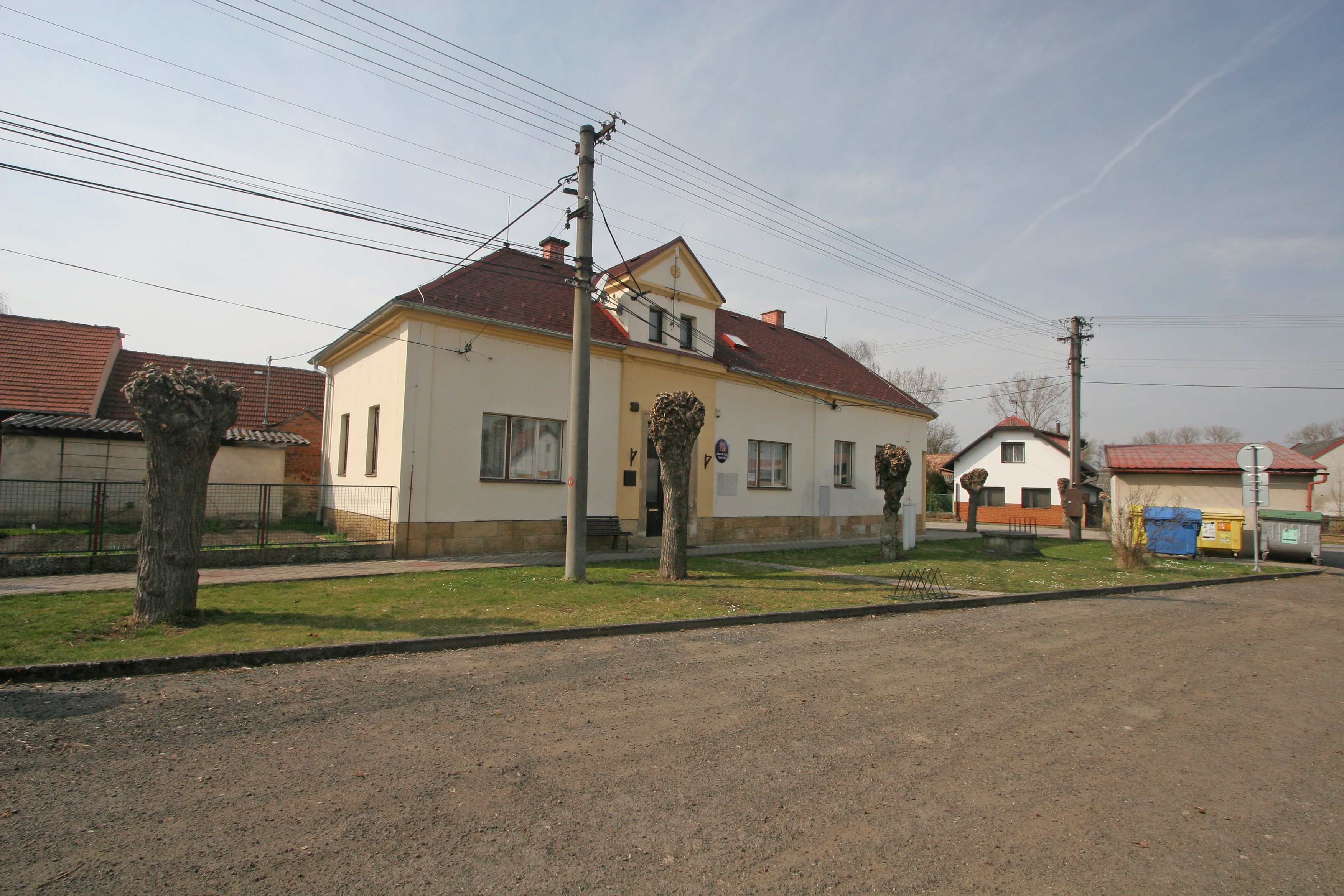
Žeretice : la mairie.
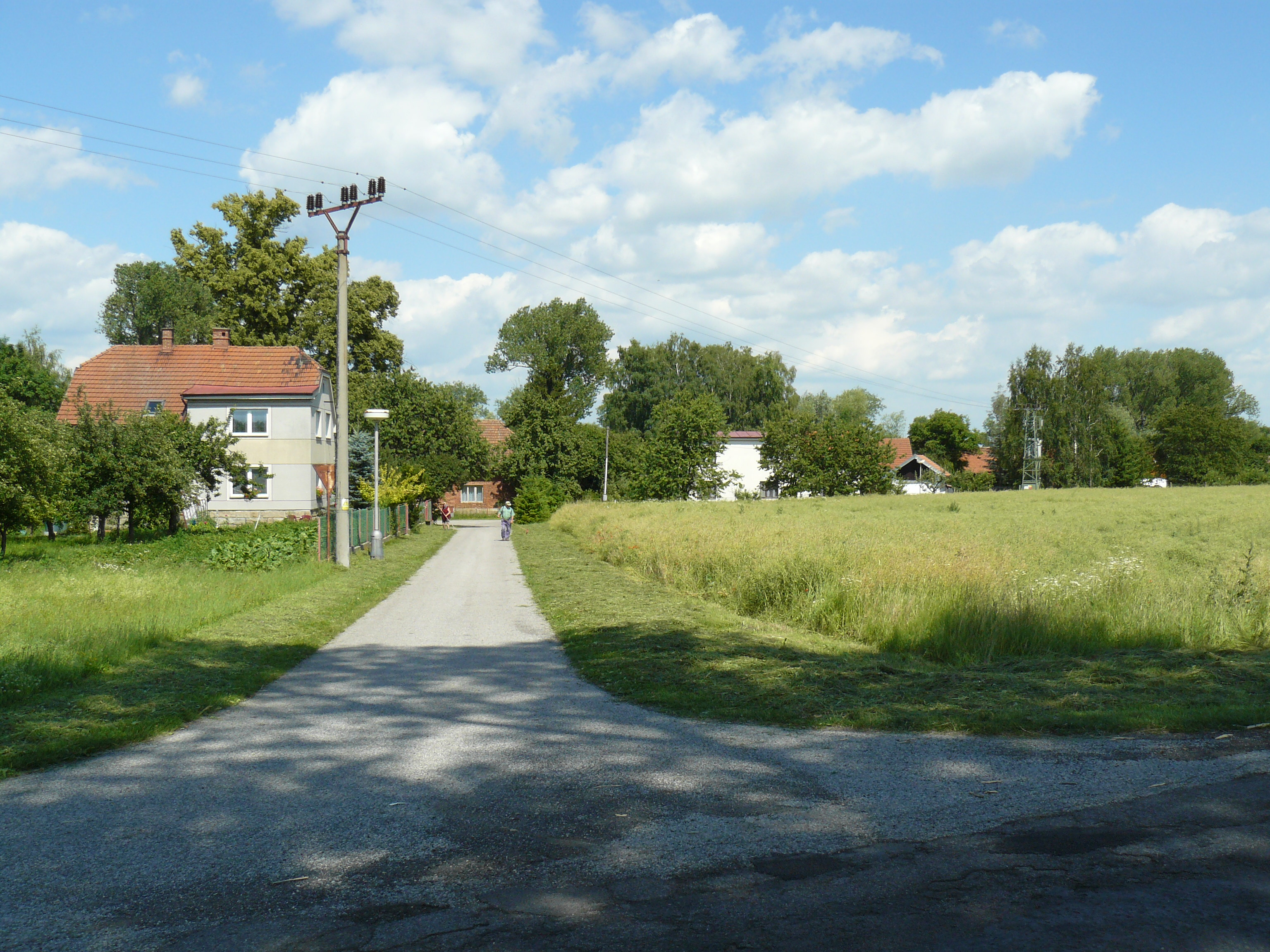
Vlhošť.

## Transports
Par la route, Žeretice se trouve à 14 km de Kopidlno, à 13 km de Jičín, à 44 km de Hradec Králové et à 103 km de Prague.